# Gilead (Maine)
Gilead es un pueblo ubicado en el condado de Oxford en el estado estadounidense de Maine. En el Censo de 2010 tenía una población de 209 habitantes y una densidad poblacional de 4,1 personas por km².

## Geografía
Gilead se encuentra ubicado en las coordenadas 44°24′9″N 70°56′36″O / 44.40250, -70.94333. Según la Oficina del Censo de los Estados Unidos, Gilead tiene una superficie total de 50.94 km², de la cual 48.89 km² corresponden a tierra firme y (4.02%) 2.05 km² es agua.

## Demografía
Según el censo de 2010, había 209 personas residiendo en Gilead. La densidad de población era de 4,1 hab./km². De los 209 habitantes, Gilead estaba compuesto por el 100% blancos, el 0% eran afroamericanos, el 0% eran amerindios, el 0% eran asiáticos, el 0% eran isleños del Pacífico, el 0% eran de otras razas y el 0% pertenecían a dos o más razas. Del total de la población el 1.91% eran hispanos o latinos de cualquier raza.